# Третьи Вурманкасы
Тре́тьи Вурманкасы́ (чув. Вӑрманкас Ямаш) — деревня в Цивильском районе Чувашской Республики. Входит в состав Первостепановского сельского поселения.

## География
Находится в северной части Чувашии на расстоянии приблизительно 13 км на юг-юго-восток по прямой от районного центра города Цивильск.

## История

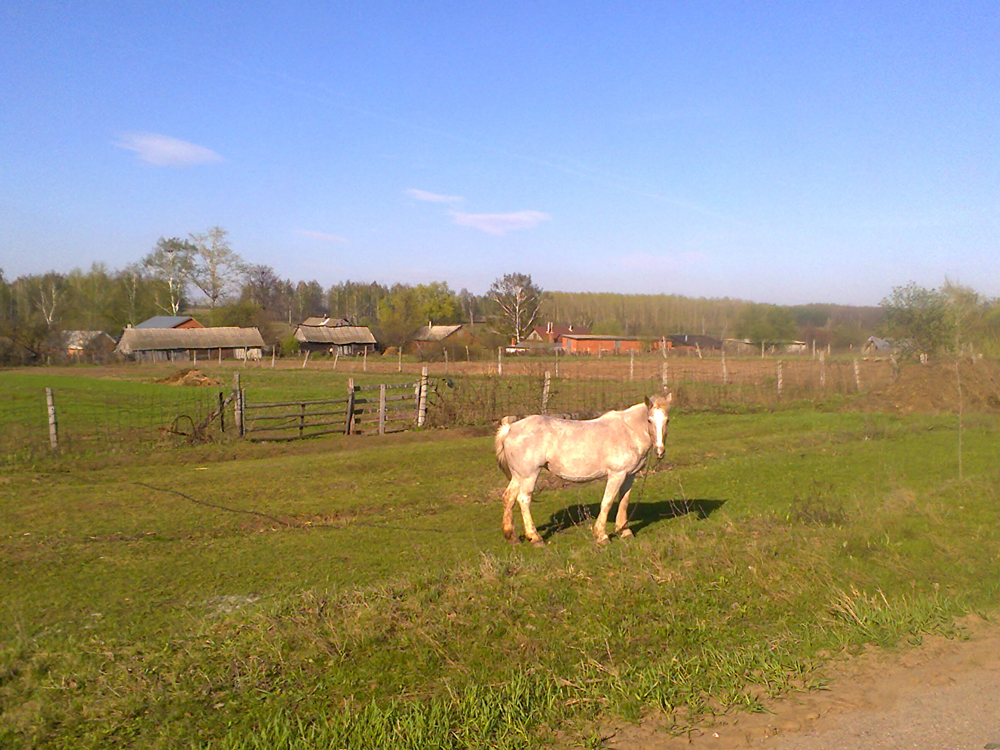

Известна с 1858 года как околоток села Первое Степаново, когда в нём было 517 жителей. В 1897 году учтено было 247 жителей, в 1926 — 72 двора, 346 жителей, 1939 году — 331 житель, в 1979 году — 207 жителей. В 2002 году — 55 дворов, 2010 — 37 домохозяйств. В период коллективизации образован колхоз «Малды Ямаши», в 2010 году действовал ООО КФХ «Простор».

## Население
Постоянное население составляло 106 человек (чуваши 100 %) в 2002 году, 89 в 2010.